# Ryszard Wawruch
Ryszard Wawruch (ur. 12 września 1953 w Poznaniu) – kapitan żeglugi wielkiej, profesor nadzwyczajny Akademii Morskiej w Gdyni.

## Życiorys
Ukończył Wyższą Szkołę Morską w Gdyni w 1977 i został pracownikiem naukowo technicznym tej uczelni, a w 1978 asystentem. Pracował też jako nauczyciel akademicki na Wydziale Biologii, Oceanografii i Geografii Uniwersytetu Gdańskiego.
Pracę magisterską Bezpieczeństwo żeglugi w Cieśninie Kaletańskiej ze szczególnym uwzględnieniem wpływu na nie warunków batymetrycznych i meteorologicznych obronił w 1979 w Wyższej Szkole Morskiej w Gdyni. Pracę doktorską Radiotechniczne systemy sterowania ruchem statków morskich na krzywoliniowych torach wodnych z uwzględnieniem właściwości dynamicznych statku i wpływu warunków hydrometeorologicznych obronił w 1982 w Państwowej Akademii Morskiej w Leningradzie. Habilitował się w 2015 na podstawie cyklu publikacji Modelowanie zautomatyzowanego systemu kontroli ruchu morskiego na Wydziale Transportu i Elektrotechniki Uniwersytetu Technologiczno-Humanistycznego im. Kazimierza Pułaskiego w Radomiu.
Od 1998 jest profesorem nadzwyczajnym, początkowo Wyższej Szkoły Morskiej, a po zmianie nazwy, w 2001 – Akademii Morskiej w Gdyni.
W latach 1982–1996 pływał na statkach PLO oraz armatorów zagranicznych, uzyskując w 1996 stopień kapitana żeglugi wielkiej.
Był prodziekanem do spraw studenckich Wydziału Nawigacyjnego WSM (w latach 1984–1985), kierownikiem Katedry Nawigacji Technicznej (1991-1994).
Był promotorem 247 prac dyplomowych, autorem lub współautorem ponad 300 publikacji.
Odznaczony Złotym i Srebrnym Krzyżem Zasługi, Medalem Komisji Edukacji Narodowej, Złotym Medalem za Długoletnią Służbę, Złotą, Srebrną i Brązową odznaką Zasłużony Pracownik Morza, Odznaką Pamiątkową Marynarki Wojennej Rzeczypospolitej Polskiej.